# Micro-guêpe
Cet article court présente un sujet plus développé dans : Guêpe parasitoïde et Blastophaga psenes.
Une micro-guêpe est une guêpe dont la taille adulte est inférieure à 2 mm. La plupart des espèces de micro-guêpes sont parasitoïdes mais il en existe d'autres au cycle de vie très particulier, notamment Blastophaga psenes qui assure la fécondation des fleurs femelles du Figuier commun.
Les micro-guêpes existent depuis au moins cent millions d'années,.